# Симон Епископий
Симон Епископий (настоящие имя и фамилия — Симон Бишоп (Бископ)) (лат. Simon Episcopius; 8 января 1583, Амстердам — 4 апреля 1643, там же) — голландский протестантский реформатский и ремонстрантский богослов, проповедник, педагог, профессор арминианской семинарии Амстердамского университета. Видный представитель арминианства, существенно повлиявшего на формирование богословия общих баптистов.

## Биография
После получения степени магистра искусств в 1606 году, приступил к изучению теологии во Франекере и Лейденском университете под руководством Якоба Арминия и Франциска Гомара.
С 1610 года — пастор в Блейсвейке в Южной Голландии. После смерти Якоба Арминия совместно с И. Витенбогартом возглавил арминиан.
В 1610 г. арминиане сделали представление о своём учении штатам Голландии, после чего получили название ремонстрантов.
В 1611 г. участвовал в конференции в Гааге, в 1613 г.- в Делфте. С 1612 г. назначен профессором теологии в университете Лейдена.
Собравшийся в 1618 г. собор кальвинистских богословов в Дортрехте, на котором присутствовало 58 туземных и 28 приехавших из Англии, Шотландии и Швейцарии богословов, осудил арминиан, а штатгальтер Мориц Оранский по политическим причинам стал преследовать их.
В 1619 г. на Дортском Синоде выступал как главный защитник арминианского учения и после победы «строгих» кальвинистов был вынужден покинуть страну. В 1622 г. Епископий составил арминианское исповедание веры.
После смерти Морица Нассауского (1585—1625) вернулся в Нидерланды. С 1625 г. проповедовал в Роттердаме, в 1629 г. переехал в Амстердам, в 1634 г. возглавил арминианскую семинарию и стал её первым профессором.

## Избранные сочинения
- Confessio, sive Declaratio, sententiae pastorum, qui in foederarato Belgio Remonstrantes vocantur, super praecipuis articulis is religions Christianae. [Amst.], 1622;
- Apologia per confessione. [Amst.], 1629.